# اسلاویشا ژونگول
اسلاویشا ژونگول (انگلیسی: Slaviša Žungul؛ زادهٔ ۲۸ ژوئیهٔ ۱۹۵۴) بازیکن فوتبال اهل یوگسلاوی بود.
از باشگاه‌هایی که در آن بازی کرده‌است می‌توان به باشگاه فوتبال هایدوک اسپلیت و باشگاه فوتبال سن‌خوزه ارث‌کوئیکز اشاره کرد.
وی همچنین در تیم ملی فوتبال یوگسلاوی بازی کرده‌است.